# Derolathrus insularis
Derolathrus insularis är en skalbaggsart som först beskrevs av Dajoz 1973.  Derolathrus insularis ingår i släktet Derolathrus och familjen Jacobsoniidae. Inga underarter finns listade i Catalogue of Life.